# Museo di belle arti di Argovia
Il Museo di Belle Arti di Argovia (chiamato in tedesco Aargauer Kunsthaus) è un museo d'arte situato nella città di Aarau in Svizzera. È classificato dal governo svizzero come bene culturale di importanza nazionale.

## Storia
La Società Argovia di Belle Arti fu fondata nel 1860 nella città di Aarau con lo scopo principale di custodire una collezione di arte svizzera e di esporla in un museo. Questo venne fatto con l'apertura del Museo di Belle Arti nel 1959, con una collezione che mostra lo sviluppo dell'arte svizzera della fine del XVIII secolo ai giorni nostri, con particolare attenzione per Caspar Lupo e Henry Fuseli del XIX secolo, Cuno Amiet e Giovanni Giacometti al XX secolo.
Dal 1974 al 1984, il museo è stato diretto da Heiny Widmer, che ha approfittato della nuova legge svizzera sulla cultura, che era molto meno restrittiva per i musei, che fino ad allora dovevano riservare una parte molto importante per l'arte regionale, per ricercare e collezionare opere di artisti meno conosciuti al tempo come Louis Soutter, Emma Kunz o Karl Ballmer. Il suo successore, Beat Wismer, rimarrà in carica dal 1985 al 2007; sotto la sua direzione il museo è stato ampliato con una ad una nuova ala costruita dagli architetti Herzog & de Meuron, permettendogli di estendere su più di 3000 metri quadrati di superficie.